# San Juan Tepa
San Juan Tepa är en ort i Mexiko.   Den ligger i kommunen Francisco I. Madero och delstaten Hidalgo, i den sydöstra delen av landet, 90 km norr om huvudstaden Mexico City. San Juan Tepa ligger 2 018 meter över havet och antalet invånare är 5 139.
Terrängen runt San Juan Tepa är huvudsakligen kuperad, men åt nordost är den platt. Runt San Juan Tepa är det ganska tätbefolkat, med 78 invånare per kvadratkilometer. Närmaste större samhälle är San Salvador, 9,4 km nordost om San Juan Tepa. Omgivningarna runt San Juan Tepa är i huvudsak ett öppet busklandskap.